# Wiara (psychologia)

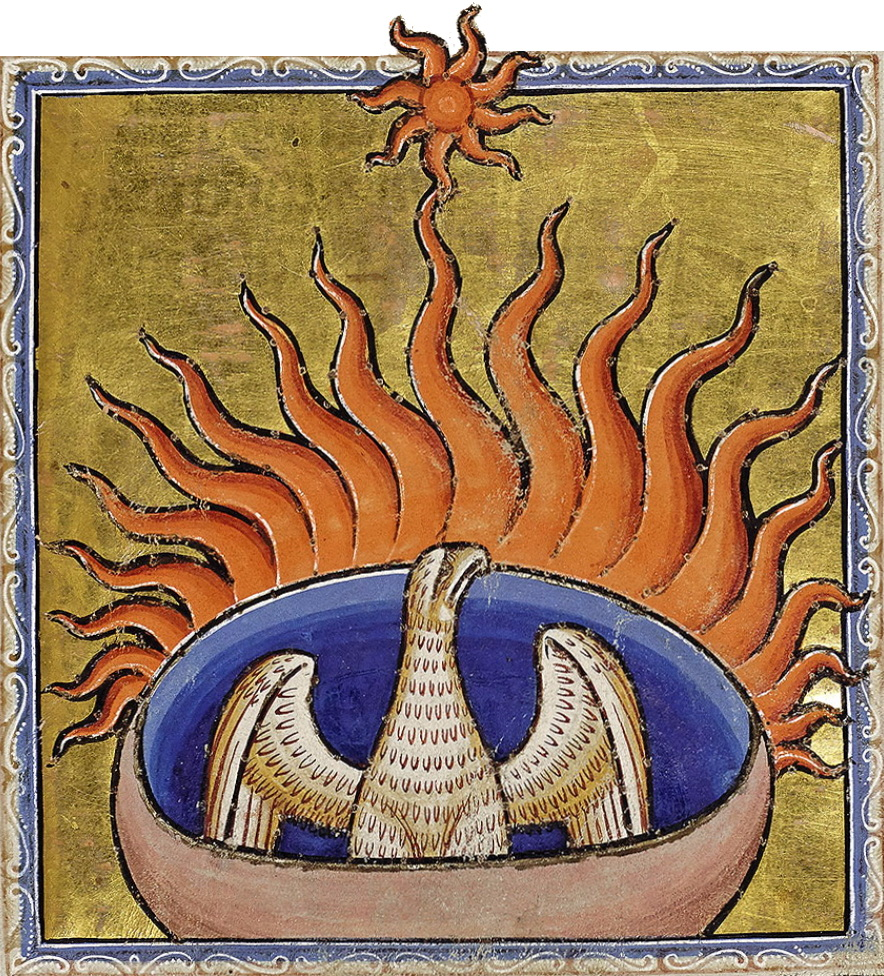
Legenda o Feniksie powstającym z popiołów świadczy o wierze w ponowne odradzanie się tak odciśniętej w cywilizacji zachodniej, że przeszła na płaszczyzny symboliczne i literackie

Wiara – nadawanie dużego prawdopodobieństwa prawdziwości twierdzenia w warunkach braku wystarczającej wiedzy . Jeśli subiektywne prawdopodobieństwo jest małe, to potocznie taką wiarę nazywamy przypuszczeniem, a przy znikomym prawdopodobieństwie mówimy, że czegoś nie wykluczamy. Twierdzenie, które jest przedmiotem wiary nie musi być do końca (lub w ogóle) wyrażone słowami – Dotyczy to także bardziej inteligentnych zwierząt, które również dokonują subiektywnej oceny prawdopodobieństwa i często wahają się jeśli ryzyko jest zbyt duże. Wiara jest także ważnym składnikiem nadziei.

## Wiara a prawdopodobieństwo
Poniższy przykład pokazuje orientacyjne stopniowanie prawdopodobieństwa i odpowiadające mu określenia. Załóżmy, że mamy wyciągnąć z urny jedną kulę.
- Jeśli w urnie są same białe kule, to wiem, że wyciągnę białą.
- Jeśli w urnie jest 999 białych kul i jedna czarna, to głęboko wierzę, że wyciągnę białą.
- Jeśli w urnie jest 99 białych kul i jedna czarna, to wierzę, że wyciągnę białą.
- Jeśli w urnie są 3 białe kule i jedna czarna, to przypuszczam, że wyciągnę białą.
- Jeśli w urnie jest jedna biała kula i jedna czarna, to być może, wyciągnę białą.
- Jeśli w urnie jest jedna biała kula i 999 czarnych, to nie jest wykluczone, że wyciągnę białą.

Powyższy przykład nie uwzględnia jednak różnic indywidualnych. Przy silnym sceptycyzmie można powiedzieć, że dopiero przy milionie białych kul i jednej czarnej głęboko wierzę, że wyciągnę białą, natomiast przy kompletnym braku sceptycyzmu można to samo powiedzieć przy braku jakichkolwiek przesłanek dotyczących prawdopodobieństwa zdarzenia i nawet gdy kul białych nie ma.